# 兰州禅院
36°03′40″N 103°49′36″E / 36.06111°N 103.82667°E
兰州禅院，位于中国甘肃省兰州市城关区，又名文殊院，现为藏传佛教寺院。2003年被列为甘肃省文物保护单位。
兰州禅院现有山门、前殿、正殿等建筑。

## 图片
- 全景
- 山门
- 前殿
- 正殿
- 正殿斗拱